# 東部連合
東部連合（とうぶれんごう、英：Eastern Association）とは、1642年12月に清教徒革命（イングランド内戦）の最中にイングランドで東部で結成された、複数の州の連合である。初め5つの州だったが、後に2州加わり7州となった。
1642年8月の勃発直後は議会派の軍は雑多なアマチュアで、地方のジェントリ・貴族が自前で招集する民兵隊が主だった。この方法で編成された議会軍は指揮系統がバラバラな上、隊長が個人の利害を優先するあまり出身地から出たがらない傾向があった。こうしたローカリズムを克服しようと結成されたのが東部連合で、ノーフォーク・サフォーク・エセックス・ケンブリッジシャー・ハートフォードシャーの5州が議会の法令で同年12月に結成、ケンブリッジに本部を置いた。翌1643年5月にハンティンドンシャー・リンカンシャーも加盟して7州に達した。
エッジヒルの戦いに参加していたオリバー・クロムウェルはグロビーのグレイ卿トマス・グレイ指揮下の東部連合軍に入り、自身が編成した精鋭の鉄騎隊を率いてしばしば王党派の侵攻を防ぎ、徴兵・訓練で鉄騎隊を増強しながら東部連合の防備固めに尽力した。8月に歩兵10,000人と騎兵5,000人を合わせた15,000人からなる東部連合軍が議会により編成され、マンチェスター伯エドワード・モンタギューがグレイ卿に代わり司令官に就任、クロムウェルは1644年1月にそれまでの戦功を認められ副司令官になり、マンチェスター伯に委任され事実上東部連合軍の中心人物としてウィンスビーの戦い、マーストン・ムーアの戦いで活躍していった。
しかし、課題であった地方重視による命令拒否は東部連合軍にもおよび、次第にマンチェスター伯は軍事行動の遅延や躊躇を繰り返して議会の命令を聞かなくなった。これに怒ったクロムウェルは議会で優柔不断な上司への非難と軍事改革を提唱、議会が応じたことで1645年の東部連合軍を始めとする各地の軍隊を1つにまとめたニューモデル軍編成と辞退条例制定に繋がるのである。